# 若望·西普里亞尼
若望·類斯·西普里亞尼·索恩（西班牙語：Juan Luis Cipriani Thorne；1943年12月28日—）是天主教秘魯籍司鐸級樞機、利馬總教區總主教和主業會會士。

## 生平
西普里亞尼出生於1943年12月28日，在秘魯首都利馬。大學畢業曾任職工程師，於1977年8月21日，在主業會晉鐸。他還擁有納瓦拉大學神學博士學位。他在利馬的教堂牧靈工作及於宗座學院任教神學，並且是總教區皮烏拉大學的副校長。
1988年7月3日晉牧，被時任教宗若望·保祿二世任命為阿亞庫喬總教區輔理主教，領圖盧奇領銜教區主教銜。於1995年5月13日，他被升任為阿亞庫喬總教區總主教。在1996年至1997年的日本駐秘魯大使館人質危機，他試圖通過談判和平解決。
直到1999年1月9日，由於Augusto Vargas Alzamora榮休，因此西普里亞尼接替成為利馬總教區總主教。2001年2月21日，被時任教宗若望·保祿二世冊封為司鐸級樞機，領聖嘉民·德·雷列斯堂區司鐸銜。他曾參與2005年和2013年教宗選舉秘密會議，當時選出的是教宗本篤十六世和教宗方濟各。他曾是宗座秘魯大學校長。
2011年7月19日，他被教宗本篤十六世任命為宗座拉丁美洲委員會委員。2014年3月8日，他被教宗方濟各任命為新成立的聖座經濟秘書處成員。

## 牧徽

若望·西普里亞尼樞機牧徽